# Campionati mondiali di rock and roll acrobatico 2010
I XXXII Campionati mondiali di rock and roll acrobatico si sono svolti a Karlsruhe, in Germania, il 20 novembre 2010. L'evento organizzato dalla Rock'n'Roll Golden Fitties si è svolto interamente alla Europahalle di Karlsruhe.

## Giudici
Le esibizioni delle coppie in gara sono state valutate da una giuria composta complessivamente da sette giudici, ognuno proveniente da una nazione differente: Franz Farkas (Austria, giudice A), Kresimir Bosnar (Croazia, giudice B), Robert Esteban (Francia, giudice C), Ralf Schiesswohl (Germania, giudice D), Oleg Kustov (Russia, giudice E), Marko Hren (Slovenia, giudice F) e Danielle Enz (Svizzera, giudice G).
Come in ogni edizione, tra l'altro, oltre ai giudici (riconosciuti dalla federazione d'origine attraverso un doppio esame scritto-orale) la giuria contava ulteriori quattro membri privati tuttavia del diritto di voto: Peter Hermann (Germania, osservatore), Daniel Bachmann (Svizzera, supervisore), Lorenz Rädler (Germania, scrutinatore) e infine Bostjan Marinko (Slovenia, scrutinatore).

## Coppie partecipanti
Le coppie presentatesi all'apertura della competizione sono state in totale trentaquattro (due in più rispetto all'anno precedente) delle quali una squalificata al Primo Turno (la numero 25). Particolarmente significativa è stata l'assenza di quattro dei sei atleti giunti a podio nel 2009: i fratelli Maurizio e Jade Mandorino (secondi l'anno prima) e le medaglie d'oro ai World Games, Christophe Payan e Kathy Richetta (terzi). Repubblica Ceca e Russia si sono spartite il maggior numero di coppie giunte in finale (2 a testa) confermandosi come due tra i movimenti più in crescita all'interno della WRRC. Qui di seguito la lista completa delle coppie iscritte alla gara (tra parentesi il numero con cui gli atleti sono usciti in pista):
| Nazione   | Coppie | No. di Coppie |
| --------- | --- | ------------- |
| Austria   | Horst Noll & Anna Kronsteiner (2) Rene Taumberger & Valerie Eder (3) Martin Palmstingl & Jacqueline Dastl (4) Christian Demetrescu & Sonia Durdovicova (40)                                   | 4             |
| Belgio    | Wim Geens & Mieke Ketelslegers (5) René Feijs & Karolien Dullers (6) Kenny Philippaars & Helga Baeten (7)                                                                                     | 3             |
| Croazia   | Neven Ivic & Ivana Mihalic (8) Marko Simić & Nela Pezer (9) Marko Legvard & Petra Bracun (10)                                                                                                 | 3             |
| Rep. Ceca | Lukas First & Alzbeta Slamova (11) Petr Slabý & Michala Nováèková (12) Vitezslav Horak & Sandra Chudomska (13)                                                                                | 3             |
| Francia   | Arnaud Dufour & Sandra Josserand (14) Florian Baron & Guylaine Golf (15) Kévin Garino & Lucie Gonthier (16)                                                                                   | 3             |
| Germania  | Jochen Berger & Susanne Weis (17) Lukas Moos & Christina Bischoff (18) Jens Wedemeyer & Marina Elvers (19) Andreas Heidler & Verena Rau (20)                                                  | 4             |
| Ungheria  | Viktor Kovács & Eszter Erki (21) | 1             |
| Norvegia  | Steinar Berg & Anne Ragnhild Olstad (23) | 1             |
| Polonia   | Jacek Tarczylo & Anna Miadzielec (24) | 1             |
| Russia    | Alexei Panferov & Anna Avdeeva (26) Ivan Youdin & Olga Sbitneva (27) Dmitry Ionov & Ekaterina Tikhonova (28) Marat Batyrshin & Natalia Mukhina (29) Alexei Murashov & Evgenia Nikeenkova (31) | 5             |
| Svizzera  | Christopher Huot-Soudain & Mélissa Troisi (32) René Bachmann & Marina Küng (33) Mikael Caffi & Pamela Grezet (34) Richard Cerutti & Leslie Hsieh (35) Michael Trüb & Stephanie Rüegg (36)     | 5             |

## Gara

### Primo turno
Qui di seguito sono riportati i punteggi conseguiti dalle coppie in gara durante la loro prima esibizione; tra parentesi, sotto ogni giudice, è rappresentata la posizione che avrebbe dovuto occupare la coppia per quel determinato giudice mentre a fianco il coefficiente di gara corrispondente. Sono evidenziate in verde le coppie il cui punteggio troppo basso le ha obbligate a ridanzare per essere ripescate (per un totale di 17 su 34).
| No. Coppia | Nazione              | Ballerino    | Ballerina    | Giudice A   | Giudice B   | Giudice C   | Giudice D   | Giudice E   | Giudice F   | Giudice G   | Totale |
| ---------- | -------------------- | ------------ | ------------ | ----------- | ----------- | ----------- | ----------- | ----------- | ----------- | ----------- | ------ |
| 2          | Austria (bandiera)   | Noll         | Kronsteiner  | (20) 12.266 | (25) 10.033 | (15) 12.000 | (16) 11.500 | (21) 11.200 | (26) 11.200 | (18) 13.966 | 58.166 |
| 3          | Austria (bandiera)   | Taumberger   | Eder         | (12) 13.350 | (20) 11.866 | (17) 11.533 | (19) 10.550 | (15) 12.566 | (18) 12.266 | (20) 13.833 | 61.581 |
| 4          | Austria (bandiera)   | Palmstingl   | Dastl        | (15) 13.100 | (27) 9.583  | (30) 8.550  | (27) 9.350  | (28) 8.033  | (22) 11.633 | (25) 12.966 | 52.082 |
| 40         | Austria (bandiera)   | Demetrescu   | Durdovicova  | (29) 10.533 | (31) 8.500  | (26) 9.650  | (31) 8.200  | (33) 3.833  | (31) 7.133  | (28) 12.100 | 44.016 |
| 5          | Belgio (bandiera)    | Geens        | Ketelslegers | (30) 9.883  | (30) 8.616  | (31) 8.300  | (33) 6.700  | (32) 4.100  | (28) 9.200  | (32) 10.900 | 42.699 |
| 6          | Belgio (bandiera)    | Feijs        | Dullers      | (32) 6.400  | (33) 5.650  | (29) 8.883  | (32) 7.100  | (31) 4.533  | (30) 7.716  | (30) 11.466 | 35.749 |
| 7          | Belgio (bandiera)    | Philippaars  | Baeten       | (18) 12.400 | (22) 11.600 | (20) 11.250 | (26) 9.700  | (18) 11.966 | (16) 12.833 | (23) 13.166 | 60.049 |
| 8          | Croazia (bandiera)   | Ivic         | Mihalic      | (03) 15.266 | (05) 14.766 | (11) 12.666 | (03) 14.350 | (10) 14.300 | (04) 15.383 | (02) 16.966 | 74.065 |
| 9          | Croazia (bandiera)   | Simic        | Pezer        | (23) 11.700 | (17) 12.383 | (18) 11.483 | (21) 10.500 | (20) 11.266 | (15) 12.933 | (12) 15.133 | 59.765 |
| 10         | Croazia (bandiera)   | Legvard      | Bracun       | (24) 11.633 | (10) 13.816 | (25) 9.700  | (22) 10.100 | (23) 9.600  | (21) 11.683 | (27) 12.666 | 55.782 |
| 11         | Rep. Ceca (bandiera) | First        | Slamova      | (06) 14.350 | (12) 13.466 | (09) 12.983 | (07) 13.300 | (17) 12.100 | (09) 14.033 | (08) 16.099 | 68.132 |
| 12         | Rep. Ceca (bandiera) | Slabý        | Nováèková    | (21) 12.066 | (23) 10.816 | (24) 9.833  | (15) 11.850 | (24) 9.366  | (24) 11.333 | (29) 11.900 | 55.732 |
| 13         | Rep. Ceca (bandiera) | Horak        | Chudomska    | (10) 13.716 | (08) 14.533 | (06) 13.733 | (11) 12.300 | (06) 14.966 | (03) 15.633 | (06) 14.416 | 72.581 |
| 14         | Francia (bandiera)   | Dufour       | Josserand    | (26) 11.366 | (24) 10.700 | (22) 10.566 | (24) 9.800  | (22) 11.100 | (19) 12.200 | (19) 13.866 | 55.932 |
| 15         | Francia (bandiera)   | Baron        | Golf         | (04) 14.916 | (05) 14.766 | (03) 14.283 | (02) 14.700 | (02) 16.266 | (06) 14.450 | (05) 16.433 | 75.098 |
| 16         | Francia (bandiera)   | Garino       | Gonthier     | (28) 11.083 | (29) 8.650  | (28) 9.266  | (30) 8.500  | (29) 7.133  | (27) 10.400 | (24) 13.100 | 47.899 |
| 17         | Germania (bandiera)  | Berger       | Weis         | (22) 11.850 | (18) 12.200 | (19) 11.300 | (04) 13.850 | (16) 12.133 | (13) 13.583 | (17) 14.066 | 63.616 |
| 18         | Germania (bandiera)  | Moos         | Bischoff     | (33) 5.316  | (28) 8.783  | (34) 2.266  | (23) 9.900  | (30) 5.466  | (33) 4.400  | (31) 11.100 | 33.865 |
| 19         | Germania (bandiera)  | Wedemeyer    | Elvers       | (17) 12.766 | (21) 11.816 | (16) 11.733 | (05) 13.800 | (14) 12.700 | (17) 12.533 | (22) 13.450 | 63.265 |
| 20         | Germania (bandiera)  | Heidler      | Rau          | (31) 9.033  | (32) 8.316  | (32) 8.200  | (28) 9.200  | (26) 8.866  | (32) 7.083  | (33) 10.350 | 43.615 |
| 21         | Ungheria (bandiera)  | Kovács       | Erki         | (11) 13.433 | (11) 13.800 | (10) 12.966 | (12) 12.150 | (11) 13.733 | (11) 13.933 | (09) 15.933 | 67.865 |
| 23         | Norvegia (bandiera)  | Berg         | Olstad       | (27) 11.266 | (19) 11.883 | (21) 11.033 | (24) 9.800  | (19) 11.766 | (29) 8.683  | (26) 12.883 | 55.748 |
| 24         | Polonia (bandiera)   | Tarczylo     | Miadzielec   | (02) 15.483 | (03) 14.800 | (03) 14.283 | (06) 13.500 | (01) 16.300 | (05) 14.550 | (04) 16.466 | 75.416 |
| 26         | Russia (bandiera)    | Panferov     | Avdeeva      | (07) 14.283 | (09) 14.150 | (02) 14.450 | (10) 12.600 | (08) 14.466 | (10) 14.016 | (11) 15.650 | 71.365 |
| 27         | Russia (bandiera)    | Youdin       | Sbitneva     | (01) 15.700 | (01) 16.066 | (01) 14.700 | (01) 14.950 | (03) 16.133 | (01) 16.166 | (01) 17.350 | 79.015 |
| 28         | Russia (bandiera)    | Ionov        | Tikhonova    | (13) 13.266 | (03) 14.800 | (07) 13.166 | (14) 12.050 | (09) 14.366 | (12) 13.600 | (03) 16.533 | 69.198 |
| 29         | Russia (bandiera)    | Batyrshin    | Mukhina      | (14) 13.133 | (15) 12.800 | (13) 12.200 | (16) 11.500 | (12) 13.000 | (14) 13.400 | (15) 14.400 | 64.533 |
| 31         | Russia (bandiera)    | Murashov     | Nikeenkova   | (09) 13.866 | (13) 13.350 | (12) 12.366 | (08) 13.100 | (07) 14.800 | (20) 11.733 | (14) 14.983 | 67.482 |
| 32         | Svizzera (bandiera)  | Huot-Soudain | Troisi       | (25) 11.550 | (26) 10.000 | (27) 9.500  | (18) 10.650 | (27) 8.216  | (23) 10.600 | (21) 13.550 | 53.300 |
| 33         | Svizzera (bandiera)  | Bachmann     | Küng         | (19) 12.383 | (16) 12.750 | (23) 10.166 | (29) 8.800  | (25) 9.316  | (25) 11.283 | (16) 14.333 | 55.898 |
| 34         | Svizzera (bandiera)  | Caffi        | Grezet       | (16) 12.900 | (14) 13.150 | (14) 12.183 | (19) 10.550 | (12) 13.000 | (07) 14.300 | (13) 15.000 | 65.533 |
| 35         | Svizzera (bandiera)  | Cerutti      | Hsieh        | (05) 14.433 | (05) 14.766 | (05) 14.266 | (09) 12.950 | (04) 15.766 | (02) 15.733 | (10) 15.866 | 74.964 |
| 36         | Svizzera (bandiera)  | Trüb         | Rüegg        | (08) 14.100 | (02) 15.033 | (08) 13.116 | (13) 12.100 | (05) 15.466 | (07) 14.300 | (07) 16.366 | 72.015 |

### Turno di ripescaggio
Le coppie riportate qui di seguito sono state obbligate, come già detto, a ridanzare per essere riammesse in gara avendo ottenuto un punteggio troppo poco elevato nella fase precedente. Delle complessive 17 coppie presentatesi solo 8 hanno acquisito questo diritto rientrando di fatto in gara; quelle rimanenti sono state eliminate e sono state posizionate nella classifica generale in base al punteggio ottenuto in questa fase (più sotto le posizioni dalla 25 alla 33).
| No. Coppia | Nazione              | Ballerino    | Ballerina    | Giudice A  | Giudice B  | Giudice C  | Giudice D  | Giudice E  | Giudice F  | Giudice G  | Totale |
| ---------- | -------------------- | ------------ | ------------ | ---------- | ---------- | ---------- | ---------- | ---------- | ---------- | ---------- | ------ |
| 2          | Austria (bandiera)   | Noll         | Kronsteiner  | (16) 0.000 | (17) 0.000 | (17) 0.000 | (17) 0.000 | (16) 0.000 | (16) 0.000 | (16) 2.200 | 2.200  |
| 3          | Austria (bandiera)   | Taumberger   | Eder         | (03) 5.633 | (09) 4.616 | (03) 5.500 | (14) 4.125 | (07) 4.700 | (09) 5.316 | (08) 6.483 | 25.765 |
| 4          | Austria (bandiera)   | Palmstingl   | Dastl        | (04) 5.583 | (10) 4.550 | (11) 4.550 | (13) 4.200 | (14) 3.033 | (03) 5.750 | (11) 5.833 | 24.633 |
| 40         | Austria (bandiera)   | Demetrescu   | Durdovicova  | (13) 4.966 | (12) 4.183 | (13) 4.183 | (10) 4.400 | (15) 2.266 | (14) 4.383 | (14) 5.350 | 22.115 |
| 5          | Belgio (bandiera)    | Geens        | Ketelslegers | (16) 0.000 | (16) 1.250 | (16) 1.200 | (16) 0.025 | (16) 0.000 | (16) 0.000 | (17) 0.000 | 2.475  |
| 6          | Belgio (bandiera)    | Feijs        | Dullers      | (15) 4.000 | (13) 3.683 | (15) 3.900 | (15) 2.816 | (13) 3.150 | (15) 4.350 | (15) 4.716 | 19.083 |
| 7          | Belgio (bandiera)    | Philippaars  | Baeten       | (08) 5.300 | (03) 5.750 | (08) 4.916 | (07) 4.766 | (04) 5.450 | (01) 5.866 | (07) 6.516 | 27.282 |
| 9          | Croazia (bandiera)   | Simic        | Pezer        | (11) 5.133 | (05) 5.516 | (05) 5.266 | (08) 4.650 | (06) 4.800 | (05) 5.733 | (06) 6.600 | 26.448 |
| 10         | Croazia (bandiera)   | Legvard      | Bracun       | (06) 5.400 | (01) 6.116 | (10) 4.633 | (05) 5.125 | (05) 5.150 | (06) 5.683 | (12) 5.783 | 27.141 |
| 12         | Rep. Ceca (bandiera) | Slabý        | Nováèková    | (05) 5.466 | (08) 4.650 | (04) 5.333 | (04) 5.250 | (11) 3.966 | (10) 5.000 | (04) 6.766 | 25.699 |
| 14         | Francia (bandiera)   | Dufour       | Josserand    | (09) 5.200 | (07) 4.750 | (06) 5.083 | (09) 4.450 | (08) 4.566 | (08) 5.383 | (10) 5.866 | 24.982 |
| 16         | Francia (bandiera)   | Garino       | Gonthier     | (14) 4.600 | (14) 3.566 | (14) 4.016 | (11) 4.325 | (12) 3.783 | (13) 4.766 | (13) 5.633 | 21.490 |
| 18         | Germania (bandiera)  | Moos         | Bischoff     | (10) 5.166 | (15) 3.366 | (09) 4.866 | (03) 5.300 | (10) 4.050 | (11) 4.883 | (05) 6.616 | 24.265 |
| 20         | Germania (bandiera)  | Heidler      | Rau          | (02) 5.900 | (04) 5.616 | (01) 5.650 | (01) 6.275 | (01) 6.433 | (02) 5.833 | (01) 7.183 | 30.091 |
| 23         | Norvegia (bandiera)  | Berg         | Olstad       | (01) 6.016 | (02) 6.000 | (02) 5.550 | (02) 5.625 | (02) 6.166 | (03) 5.750 | (02) 7.033 | 29.557 |
| 32         | Svizzera (bandiera)  | Huot-Soudain | Troisi       | (12) 5.016 | (11) 4.533 | (12) 4.266 | (11) 4.325 | (09) 4.366 | (07) 5.500 | (09) 5.966 | 23.740 |
| 33         | Svizzera (bandiera)  | Bachmann     | Küng         | (07) 5.316 | (06) 5.383 | (07) 5.000 | (06) 4.800 | (03) 5.616 | (12) 4.850 | (03) 6.983 | 26.165 |

#### Classifica dal 25 al 33
- 25.  - Arnaud Dufour & Sandra Josserand
- 26.  - Lukas Moos & Christina Bischoff
- 27.  - Martin Palmstingl & Jacqueline Dastl
- 28.  - Christopher Huot-Soudain & Mélissa Troisi
- 29.  - Christian Demetrescu & Sonia Durdovicova
- 30.  - Kévin Garino & Lucie Gonthier
- 31.  - René Feijs & Karolien Dullers
- 32.  - Wim Geens & Mieke Ketelslegers
- 33.  - Horst Noll & Anna Kronsteiner

### Quarti di finale
Le seguenti coppie sono quelle che hanno preso parte ai Quarti di Finale. In giallo sono evidenziate quelle il cui punteggio ha permesso loro il passaggio al turno successivo mentre in bianco quelle eliminate (per queste ultime i giudici hanno utilizzato lo stesso criterio del Turno di Ripescaggio per inserirle nella classifica generale riportata poco sotto).
| No. Coppia | Nazione              | Ballerino   | Ballerina  | Giudice A  | Giudice B  | Giudice C  | Giudice D  | Giudice E  | Giudice F  | Giudice G  | Totale |
| ---------- | -------------------- | ----------- | ---------- | ---------- | ---------- | ---------- | ---------- | ---------- | ---------- | ---------- | ------ |
| 3          | Austria (bandiera)   | Taumberger  | Eder       | (14) 5.883 | (19) 5.166 | (19) 5.400 | (22) 4.633 | (17) 5.466 | (18) 5.783 | (23) 5.400 | 27.215 |
| 7          | Belgio (bandiera)    | Philippaars | Baeten     | (19) 5.550 | (14) 5.483 | (20) 5.266 | (21) 4.825 | (18) 5.400 | (19) 5.650 | (12) 6.700 | 27.349 |
| 8          | Croazia (bandiera)   | Ivic        | Mihalic    | (03) 6.466 | (05) 6.500 | (13) 5.700 | (05) 6.350 | (09) 6.200 | (11) 6.233 | (06) 7.250 | 31.749 |
| 9          | Croazia (bandiera)   | Simic       | Pezer      | (24) 0.000 | (24) 0.000 | (24) 0.000 | (24) 0.000 | (24) 0.000 | (24) 0.000 | (24) 0.000 | 0.000  |
| 10         | Croazia (bandiera)   | Legvard     | Bracun     | (22) 5.166 | (11) 5.916 | (18) 5.425 | (20) 4.900 | (22) 4.500 | (13) 6.083 | (20) 6.166 | 27.490 |
| 11         | Rep. Ceca (bandiera) | First       | Slamova    | (08) 6.116 | (10) 6.016 | (06) 6.000 | (06) 6.100 | (19) 5.333 | (08) 6.333 | (10) 6.850 | 30.565 |
| 12         | Rep. Ceca (bandiera) | Slabý       | Nováènková | (23) 4.950 | (23) 3.400 | (23) 2.000 | (23) 4.100 | (23) 3.066 | (23) 1.666 | (22) 5.666 | 17.516 |
| 13         | Rep. Ceca (bandiera) | Horak       | Chudomska  | (07) 6.150 | (06) 6.466 | (01) 6.400 | (08) 6.025 | (02) 7.033 | (01) 7.016 | (06) 7.250 | 33.065 |
| 15         | Francia (bandiera)   | Baron       | Golf       | (04) 6.333 | (01) 6.833 | (03) 6.233 | (04) 6.375 | (01) 7.283 | (03) 6.916 | (01) 7.750 | 33.740 |
| 17         | Germania (bandiera)  | Berger      | Weis       | (21) 5.283 | (15) 5.316 | (17) 5.433 | (10) 5.775 | (12) 5.833 | (09) 6.266 | (21) 6.033 | 28.390 |
| 19         | Germania (bandiera)  | Wedemeyer   | Elvers     | (15) 5.866 | (16) 5.300 | (16) 5.450 | (07) 6.075 | (14) 5.716 | (15) 5.933 | (19) 6.316 | 29.040 |
| 20         | Germania (bandiera)  | Heidler     | Rau        | (08) 6.116 | (17) 5.216 | (08) 5.933 | (03) 6.400 | (06) 6.716 | (22) 5.533 | (04) 7.300 | 30.698 |
| 21         | Ungheria (bandiera)  | Kovács      | Erki       | (17) 5.750 | (20) 5.033 | (11) 5.800 | (14) 5.475 | (15) 5.650 | (12) 6.216 | (14) 6.566 | 28.891 |
| 23         | Norvegia (bandiera)  | Berg        | Olstad     | (12) 5.983 | (12) 5.750 | (07) 5.983 | (11) 5.750 | (16) 5.500 | (14) 6.016 | (11) 6.716 | 29.482 |
| 24         | Polonia (bandiera)   | Tarczylo    | Miadzielec | (02) 6.566 | (02) 6.800 | (03) 6.233 | (02) 6.600 | (07) 6.516 | (04) 6.833 | (03) 7.650 | 33.315 |
| 26         | Russia (bandiera)    | Panferov    | Avdeeva    | (10) 6.066 | (12) 5.750 | (14) 5.516 | (19) 5.225 | (10) 6.033 | (05) 6.516 | (09) 7.133 | 29.881 |
| 27         | Russia (bandiera)    | Youdin      | Sbitneva   | (01) 6.850 | (04) 6.666 | (02) 6.333 | (01) 6.700 | (02) 7.033 | (02) 6.933 | (01) 7.750 | 34.182 |
| 28         | Russia (bandiera)    | Ionov       | Tikhonova  | (05) 6.233 | (08) 6.300 | (12) 5.750 | (13) 5.575 | (08) 6.466 | (16) 5.816 | (17) 6.400 | 30.499 |
| 29         | Russia (bandiera)    | Batyrshin   | Mukhina    | (18) 5.683 | (09) 6.100 | (08) 5.933 | (16) 5.350 | (11) 5.966 | (21) 5.633 | (13) 6.600 | 29.315 |
| 31         | Russia (bandiera)    | Murashov    | Nikeenkova | (06) 6.200 | (18) 5.200 | (05) 6.050 | (15) 5.425 | (05) 6.766 | (09) 6.266 | (18) 6.350 | 30.291 |
| 33         | Svizzera (bandiera)  | Bachmann    | Küng       | (20) 5.316 | (22) 4.466 | (22) 5.083 | (17) 5.325 | (21) 5.000 | (19) 5.650 | (15) 6.533 | 26.374 |
| 34         | Svizzera (bandiera)  | Caffi       | Grezet     | (15) 5.866 | (21) 4.916 | (15) 5.483 | (09) 5.850 | (20) 5.233 | (05) 6.516 | (16) 6.516 | 28.948 |
| 35         | Svizzera (bandiera)  | Cerutti     | Hsieh      | (11) 6.033 | (03) 6.733 | (10) 5.816 | (12) 5.650 | (04) 6.816 | (07) 6.350 | (08) 7.166 | 31.748 |
| 36         | Svizzera (bandiera)  | Trüb        | Rüegg      | (13) 5.900 | (07) 6.400 | (21) 5.250 | (18) 5.300 | (13) 5.816 | (17) 5.800 | (05) 7.266 | 29.216 |

#### Classifica dal 13 al 24
- 13.  - Michael Trüb & Stephanie Rüegg
- 14.  - Marat Batyrshin & Natalia Mukhina
- 15.  - Viktor Kovács & Eszter Erki
- 16.  - Mikael Caffi & Pamela Grezet
- 17.  - Jochen Berger & Susanne Weis
- 18.  - Jens Wedemeyer & Marina Elvers
- 19.  - Kenny Philippaars & Helga Baeten
- 20.  - Rene Taumberger & Valerie Eder
- 21.  - Marko Legvard & Petra Bracun
- 22.  - René Bachmann & Marina Küng
- 23.  - Petr Slabý & Michala Nováèková
- 24.  - Marko Simić & Nela Pezer

### Semifinali
Delle seguenti 12 coppie solo 7, come da regolamento WRRC, hanno avuto accesso alla finale (quelle in viola) acquisendo quindi il diritto di battagliare per il titolo di Campioni del Mondo ed entrando di conseguenza nell'élite di questo sport. Per le 5 coppie eliminate i giudici hanno applicato lo stesso metodo dei turni precedenti al fine di stilare una classifica generale (riportata sotto).
| No. Coppia | Nazione              | Ballerino | Ballerina  | Giudice A  | Giudice B  | Giudice C  | Giudice D  | Giudice E  | Giudice F  | Giudice G  | Totale |
| ---------- | -------------------- | --------- | ---------- | ---------- | ---------- | ---------- | ---------- | ---------- | ---------- | ---------- | ------ |
| 8          | Croazia (bandiera)   | Ivic      | Mihalic    | (12) 3.833 | (12) 2.533 | (12) 2.516 | (12) 2.500 | (12) 2.666 | (12) 2.733 | (12) 3.550 | 13.998 |
| 11         | Rep. Ceca (bandiera) | First     | Slamova    | (03) 6.900 | (08) 5.900 | (05) 6.333 | (03) 7.000 | (10) 5.900 | (04) 7.016 | (05) 6.716 | 32.849 |
| 13         | Rep. Ceca (bandiera) | Horak     | Chudomska  | (08) 6.483 | (05) 6.666 | (03) 6.483 | (07) 6.300 | (05) 6.883 | (04) 7.016 | (06) 6.683 | 33.198 |
| 15         | Francia (bandiera)   | Baron     | Golf       | (02) 7.383 | (02) 7.200 | (03) 6.483 | (02) 7.033 | (03) 7.233 | (03) 7.066 | (01) 7.750 | 35.915 |
| 20         | Germania (bandiera)  | Heidler   | Rau        | (08) 6.483 | (09) 5.850 | (08) 5.916 | (04) 6.800 | (06) 6.783 | (10) 5.916 | (08) 6.366 | 31.464 |
| 23         | Norvegia (bandiera)  | Berg      | Olstad     | (11) 6.066 | (11) 5.400 | (11) 5.816 | (09) 6.100 | (11) 5.116 | (09) 6.066 | (10) 5.366 | 28.714 |
| 24         | Polonia (bandiera)   | Tarczylo  | Miadzielec | (04) 6.883 | (03) 7.016 | (02) 6.650 | (05) 6.500 | (02) 7.266 | (02) 7.266 | (07) 6.433 | 34.315 |
| 26         | Russia (bandiera)    | Panferov  | Avdeeva    | (07) 6.566 | (07) 6.400 | (08) 5.916 | (10) 5.900 | (09) 5.916 | (06) 6.483 | (09) 5.816 | 30.315 |
| 27         | Russia (bandiera)    | Youdin    | Sbitneva   | (01) 7.433 | (01) 7.500 | (01) 6.750 | (01) 7.383 | (01) 7.333 | (01) 7.366 | (02) 7.733 | 37.015 |
| 28         | Russia (bandiera)    | Ionov     | Tikhonova  | (05) 6.816 | (06) 6.500 | (07) 6.100 | (06) 6.400 | (08) 6.400 | (08) 6.266 | (03) 6.916 | 32.382 |
| 31         | Russia (bandiera)    | Murashov  | Nikeenkova | (10) 6.400 | (10) 5.750 | (06) 6.233 | (11) 5.000 | (07) 6.466 | (11) 5.700 | (11) 5.050 | 29.133 |
| 35         | Svizzera (bandiera)  | Cerutti   | Hsieh      | (06) 6.733 | (04) 6.833 | (08) 5.916 | (08) 6.200 | (04) 7.016 | (07) 6.366 | (04) 6.833 | 32.965 |

#### Classifica dall'8 al 12
- 8.  - Andreas Heidler & Verena Rau
- 9.  - Alexei Panferov & Anna Avdeeva
- 10.  - Alexei Murashov & Evgenia Nikeenkova
- 11.  - Steinar Berg & Anne Ragnhild Olstad
- 12.  - Neven Ivic & Ivana Mihalic

### Finale

#### Rock tecnico
| No. Coppia | Giudice A | Giudice B | Giudice C | Giudice D | Giudice E | Giudice F | Giudice G | 1. | 1.-2. | 1.-3. | 1.-4. | 1.-5. | 1.-6. | 1.-7. | Posizione | Somma |
| ---------- | --------- | --------- | --------- | --------- | --------- | --------- | --------- | -- | ----- | ----- | ----- | ----- | ----- | ----- | --------- | ----- |
| 11         | 3         | 6         | 6         | 3         | 7         | 6         | 2         | 0  | 1     | 3     | 3     | 3     | 6     | -     | 6,0       | 6,0   |
| 13         | 6         | 7         | 4         | 4         | 4         | 4         | 4         | 0  | 0     | 0     | 5(20) | -     | -     | -     | 4,0       | 4,0   |
| 15         | 1         | 2         | 3         | 5         | 2         | 1         | 3         | 2  | 4     | -     | -     | -     | -     | -     | 2,0       | 2,0   |
| 24         | 4         | 4         | 2         | 1         | 3         | 7         | 5         | 1  | 2     | 3     | 5(14) | -     | -     | -     | 3,0       | 3,0   |
| 27         | 2         | 1         | 1         | 2         | 1         | 2         | 1         | 4  | -     | -     | -     | -     | -     | -     | 1,0       | 1,0   |
| 28         | 7         | 3         | 5         | 7         | 6         | 5         | 6         | 0  | 0     | 1     | 1     | 3     | 5     | -     | 7,0       | 7,0   |
| 35         | 5         | 5         | 7         | 6         | 5         | 3         | 7         | 0  | 0     | 1     | 1     | 4     | -     | -     | 5,0       | 5,0   |

#### Rock acrobatico
| No. Coppia | Giudice A | Giudice B | Giudice C | Giudice D | Giudice E | Giudice F | Giudice G | 1. | 1.-2. | 1.-3. | 1.-4. | 1.-5. | 1.-6. | 1.-7. | Posizione | Somma |
| ---------- | --------- | --------- | --------- | --------- | --------- | --------- | --------- | -- | ----- | ----- | ----- | ----- | ----- | ----- | --------- | ----- |
| 11         | 2         | 7         | 5         | 5         | 4         | 5         | 3         | 0  | 1     | 2     | 3     | 6     | -     | -     | 5,0       | 13,5  |
| 13         | 4         | 4         | 4         | 2         | 2         | 2         | 1         | 1  | 4     | -     | -     | -     | -     | -     | 2,0       | 7,0   |
| 15         | 3         | 3         | 2         | 3         | 3         | 1         | 2         | 1  | 3     | 7     | -     | -     | -     | -     | 3,0       | 6,5   |
| 24         | 5         | 2         | 3         | 4         | 7         | 4         | 6         | 0  | 1     | 2     | 4     | -     | -     | -     | 4,0       | 9,0   |
| 27         | 1         | 1         | 1         | 1         | 1         | 3         | 7         | 5  | -     | -     | -     | -     | -     | -     | 1,0       | 2,5   |
| 28         | 6         | 6         | 6         | 6         | 6         | 7         | 4         | 0  | 0     | 0     | 1     | 1     | 6     | -     | 6,0       | 16,0  |
| 35         | 7         | 5         | 7         | 7         | 5         | 6         | 5         | 0  | 0     | 0     | 0     | 3     | 4     | -     | 7,0       | 15,5  |

## Vincitore
| Campione del Mondo 2010 Ivan Youdin & Olga Sbitneva 4º titolo |